# Rhion
Rhion is een monotypisch geslacht van spinnen uit de  familie van de Dictynidae (kaardertjes).

## Soort
- Rhion pallidum Pickard-Cambridge, 1870